# 10318 Sumaura
A 10318 Sumaura (ideiglenes jelöléssel 1990 TX) a Naprendszer kisbolygóövében található aszteroida. T. Nomura és K. Kawanishi fedezte fel 1990. október 15-én.